# الإدارة العسكرية في الاتحاد السوفيتي
الإدارة العسكرية في الاتحاد السوفياتي إدارة عسكرية لألمانيا النازية في المناطق التي اختلتها ألمانيا من الاتحاد السوفياتي الذي كان قائما من 22 يونيو 1941 إلى أغسطس 1944.